# Theodoxus
Theodoxus ist eine auch in Europa heimische Gattung aus der Familie der Kahnschnecken (Neritidae), die zur Überordnung Neritimorpha gerechnet wird.

## Merkmale
Die Gehäuse sind flach und ohrförmig, die Öffnung ist eben. Sie sind relativ klein, häufig unter 1 cm mit wenigen Windungen. Die inneren Windungen werden resorbiert. Die Tiere sind beim Kriechen fast völlig vom Gehäuse bedeckt. In der Regel sind die Gehäuse nicht ornamentiert, nur bei wenigen Arten kommt z. B. eine Bestachelung vor. Dafür sind die Gehäuse oft recht bunt mit welligen Farbmustern, die jedoch innerartlich meist sehr variabel sind. Sie besitzen auf der linken Seite eine Kieme und ein Osphradium. Auf der rechten Seite der Mantelhöhle enden After und Geschlechtsöffnungen (bei den Weibchen). Bei den Männchen sitzt der Penis unter dem rechten Fühler. Die Fühler sind relativ kurz und zugespitzt. Die kurz-gestielten Augen sitzen jeweils außen neben den Fühlern.

## Fortpflanzung
Die Arten der Gattung sind wie alle Kahnschnecken (Neritidae) getrenntgeschlechtlich. Nach der Befruchtung legen die Weibchen kleine Eikapseln ab, die bis etwa 1,2 mm im Durchmesser erreichen. Die Eikapseln werden auf Steinen und Gehäusen von Artgenossen oder anderen Schnecken angeheftet. Die Gelege enthalten bis zu etwa 150 Eier. Allerdings entwickelt sich in der Regel nur ein Ei; die anderen Eier werden sukzessive von dem sich entwickelnden Jungtier gefressen. Die anderen Eier fungieren somit als Nähreier. Aus der abgelegten Eikapsel schlüpft dann ein fertiges Jungtier (oder im Höchstfall drei Jungtiere). Die Fortpflanzungsstrategie ist ganz deutlich auf Qualität angelegt, was allerdings den Nachteil hat, dass die Ausbreitungsgeschwindigkeit in einem neuen Biotop recht gering ist. Anders als andere Kahnschnecken, die sich über Salzwasser bewohnende und Plankton fressende Veliger-Larven entwickeln, sind die Arten der Gattung Theodoxus jedoch nicht auf das Meer angewiesen, können sich also vollständig im Süßwasser entwickeln. Darum kann man sie im Gegensatz zu Vertretern der anderen Kahnschneckengattungen auch im Aquarium nachzüchten.

## Lebensweise und Verbreitung
Die Tiere leben in Seen und Flüssen auf oder unter Steinen in etwas tieferem Wasser (meist unter 5 m). Einige Arten dringen auch ins Brackwasser vor. Sie sind Weidegänger, die sich von Grün- und Kieselalgen (Diatomeen), aber auch Detritus ernähren. Die Tiere benötigen jedoch einen rauen Untergrund, damit die Gehäuse der Kieselalgen mit Hilfe der Radula gegen den Untergrund gerieben und zerstört werden können. Dies funktioniert beispielsweise an einer Glasscheibe im Aquarium nicht, weil diese zu glatt ist. Die Skelette der Kieselalgen können dann nicht zerkleinert werden und werden nahezu unverdaut wieder ausgeschieden, da die Tiere keine Kiefer besitzen.

## Systematik
Die Gattung ist die Typusgattung der Unterfamilie Theodoxinae Bandel, 2001, die jedoch von Bouchet & Rocroi (2005) auf Tribus-Rang zurückgestuft wurde. Der systematische Umfang der Gattung ist noch unklar. Die Gattung wird von einigen Autoren in mehrere Untergattungen unterteilt. Andere Autoren erkennen aber einzelne (Unter-)Gattungen als selbständige Gattungen an; andere Taxa werden aber im Status der Untergattung belassen oder gar nicht als separates Taxon anerkannt. Die Fauna Europaea  verteilt die europäischen Arten auf zwei Untergattungen, die Nominatuntergattung Theodoxus (Theodoxus) und Theodoxus (Neritaea) Roth, 1855:
- Untergattung Theodoxus (Theodoxus) Montfort, 1810
- Theodoxus baeticus (Lamarck, 1822)
- Theodoxus brauneri Lindholm, 1908
- Theodoxus cariosa Wood, 1828
- Theodoxus corona (Linnaeus, 1758)
- Donau-Kahnschnecke (Theodoxus danubialis (Pfeiffer, 1828)) (mit drei Unterarten)
- Theodoxus elongatus (Morelet, 1845)
- Theodoxus euxinus Clessin, 1885
- Gemeine Kahnschnecke (Theodoxus fluviatilis Linnaeus, 1758)
- Theodoxus hispalensis von Martens, 1879
- Theodoxus jordani Sowerby, 1836
- Theodoxus karasuna Mousson, 1874
- Theodoxus meridionalis (Philippi, 1836)
- Theodoxus mutinensis (Ancona, 1869)
- Theodoxus neglectus Pease, 1861
- Theodoxus olivaceus Récluz, 1842
- Theodoxus pallasi Lindholm, 1924
- Theodoxus prevostianus (Pfeiffer, 1828)
- Theodoxus retropictus von Martens, 1879
- Theodoxus saulcyi (Bourguignat, 1852)
- Theodoxus transversalis (Pfeiffer, 1828)
- Theodoxus valentinus (Graells, 1846)
- Theodoxus velascoi (Graells, 1846)
- Theodoxus velox Anistratenko, 1999
- Theodoxus vespertinus Sowerby, 1849
- Untergattung Theodoxus (Neritaea) Roth, 1855
- Theodoxus anatolicus Récluz, 1841
- Theodoxus subterrelictus Schütt, 1963
- Theodoxus varius (Menke, 1828)

Die Artenliste wurde mit Hilfe der Websites komplettiert.